# Mick McCarthy
Michael Joseph McCarthy (Barnsley, 7 febbraio 1959) è un allenatore di calcio ed ex calciatore irlandese con cittadinanza inglese, di ruolo difensore.
È stato giocatore prima e allenatore poi della nazionale irlandese. Ha inoltre allenato, a livello di club, il Millwall, il Sunderland, il Wolverhampton, l'Ipswich Town, l'APOEL e il Cardiff City.

## Carriera

### Giocatore

#### Club
Mick McCarthy inizia la sua carriera nel Barnsley F.C., squadra della sua città, debuttando il 20 agosto 1977 nella partita contro il Rochdale A.F.C. vinto per 4 a 0. Restò per due anni in Quarta Divisione, prima che il club fosse promosso. Due anni dopo, la sua squadra salì in Seconda Divisione. Nel dicembre 1983 passerà poi al Manchester City. Lo stesso anno viene promosso e Mick ha la possibilità di giocare al più alto livello calcistico nazionale. A seguito di questa esperienza, viene ceduto, nel maggio 1987, al Celtic. Il Celtic si trova nella massima serie scozzese, e McCarthy, nella sua prima stagione in Scozia, riesce a vincere sia il campionato che la coppa nazionale. L'anno successivo il Celtic riesce a vincere la Scottish Cup, arrivando poi terzo in campionato.
Nel luglio 1989 si trasferisce nuovamente in un altro Stato, questa volta in Francia, diventando un giocatore dell'Olympique Lione. Resta solo un anno in Francia e nel marzo 1990 torna in Inghilterra, questa volta per il Millwall. Le due stagioni successive sono piene di infortuni che lo inducono, nel 1992, a lasciare il mondo del calcio giocato per dedicarsi alla carriera da allenatore.

#### Nazionale
A dispetto del luogo di nascita, suo padre Charles era irlandese, e McCarthy fu quindi convocato dalla Nazionale irlandese. Fece il suo debutto internazionale il 23 maggio 1984, in un'amichevole contro la Polonia. Viene chiamato poi per giocare gli Europei 1988, dove diviene capitano.
L'apice della sua carriera internazionale avviene nel 1990, quando partecipa ai Mondiali di Italia 1990, venendo eliminato dai padroni di casa ai quarti di finale. Al suo ritiro dalla Nazionale, McCarthy avrà collezionato 57 presenze, segnando due volte: la prima contro la Jugoslavia nell'aprile 1988 e la seconda contro gli Stati Uniti nel giugno 1992.

### Allenatore

#### Millwall
McCarthy divenne, nel marzo 1992, sia giocatore che allenatore del Millwall, dopo l'esonero di Bruce Rioch. Nella sua prima stagione completa (1992-1993), fu tesserato come giocatore, ma alla fine giocò una sola volta nella Coppa Anglo-Italiana prima di dedicarsi esclusivamente al ruolo di allenatore.
Portò, nella stagione 1993-1994, la sua squadra al terzo posto in campionato e alla conseguente qualificazione ai play-off, dove il Millwall perse contro il Derby County in semifinale. Durante la stagione 1995-1996 McCarthy si candidò per diventare allenatore della nazionale irlandese, dopo le dimissioni di Jack Charlton. McCarthy fu presentato ufficialmente il 5 febbraio 1996, due giorni dopo avere rescisso il proprio contratto con il Millwall.

#### Irlanda: prima esperienza
Dopo aver fallito la qualificazione al campionato del mondo del 1998 e al campionato d'Europa del 2000 ai play-off (nel primo caso contro il Belgio, nel secondo contro la Turchia per la regola dei goal in trasferta dopo due pareggi), McCarthy riuscì a portare l'Irlanda alla fase finale del campionato del mondo del 2002, svoltasi in Corea del Sud e Giappone. La sua squadra superò il girone e fu eliminata agli ottavi di finale dalla Spagna ai rigori. Nell'avvicinamento all'appuntamento mondiale McCarthy aveva lasciato fuori rosa, a seguito di un diverbio nato dopo delle critiche al suo indirizzo rilasciate dal calciatore a alcuni giornalisti, il centrocampista del Manchester United Roy Keane, uno dei calciatori più importanti. McCarthy restò alla guida della nazionale fino al 5 novembre 2002, giorno in cui rassegnò le dimissioni dopo un totale di 29 vittorie, 19 pareggi e 20 sconfitte.

#### Sunderland
Il 12 marzo 2003 venne messo sotto contratto dal Sunderland dopo l'esonero dell'allenatore Howard Wilkinson, che aveva perso sei partite consecutive e aveva lasciato la squadra in uno stato nel quale sarebbe retrocessa quasi sicuramente. McCarthy non riuscì a fermare la caduta del Sunderland in seconda divisione, ma l'anno successivo portò il Sunderland al terzo posto finale e ai play-off per la promozione in Premier League, dove venne sconfitto in semifinale dal Crystal Palace ai tiri di rigore.
Il tecnico completò il ritorno in Premier League dei Black Cats nella stagione 2004-2005, conseguendo il primo posto grazie ai 94 punti raccolti durante l'anno. Nel 2005-2006 il Sunderland non andò bene in campionato e, dopo aver conquistato appena 16 punti, il 6 marzo 2006 McCarthy diede le dimissioni.

#### Wolverhampton Wanderers
Il 21 luglio 2006 divenne l'allenatore del Wolverhampton, rimpiazzando Glenn Hoddle. McCarthy puntò sui giovani e, alla fine della stagione, si qualificò ai play-off, dove venne eliminato dal West Bromwich. Nel 2007-2008 arrivò settimo in campionato a pari punti con il Watford sesto, ma quest'ultimo club andò ai play-off in quanto aveva una differenza reti migliore per un solo gol di margine. Il 18 aprile 2009, con la vittoria per 1-0 sul Queens Park Rangers, la squadra di McCarthy fu promossa in Premier League. La squadra, sotto la sua guida del tecnico, ottenne ben due salvezze consecutive, conseguendo anche vittorie contro avversari prestigiosi come il Manchester City (2-1), il Liverpool in trasferta (0-1), il Chelsea (1-0) e il Manchester United (2-1) futuro campione d'Inghilterra. La terza stagione in Premier fu la peggiore: dopo un ottimo inizio con 7 punti in 3 partite, frutto di 2 vittorie e 1 pareggio (4 di questi punti furono ottenuti in trasferta), l'annata del club arancio-nero prese una brutta piega, tanto che il 13 febbraio 2012, dopo sei stagioni al timone dei Wanderers, in seguito ad una cattiva serie di risultati culminata con la pesante sconfitta interna per 5-1 nel derby con il West Bromwich, McCarthy fu esonerato dopo la 25ª giornata. Alla fine della stagione i lupi (guidati dal vice Terry Connor, subentrato dopo l'esonero) non riuscirono comunque a salvarsi, chiudendo ultimi in classifica con solo 4 punti ottenuti (frutto di 4 pareggi) nelle restanti 13 partite.

#### Ipswich Town
Il 1º novembre 2012 fu assunto dall'Ipswich Town, in Championship, con contratto di due anni e mezzo, dopo la separazione consensuale del club da Paul Jewell. All'esordio, vincendo per 1-0 sul campo del Birmingham City, interruppe una serie di 12 partite del club senza vittorie (13 in tutte le competizioni) e portò poi a 13 la serie di partite senza sconfitte, traghettando la squadra fuori dalla zona retrocessione. Il campionato fu chiuso al quattordicesimo posto. Nella stagione seguente il piazzamento finale fu il nono posto e nel 2014-2015 il sesto posto, che valse la qualificazione ai play-off, dove l'Ipswich fu eliminato dal Norwich City in semifinale. Nelle stagioni seguenti ottenne il settimo e il sedicesimo posto. L'ultima annata alla guida dell'Ipswich fu il 2017-2018: il 29 marzo la società rese nota la separazione dal tecnico alla fine della stagione, ma il rapporto con McCarthy si interruppe già il 10 aprile, dopo la vittoria interna per 1-0 contro il Barnsley.

#### Irlanda: seconda esperienza
Il 25 novembre 2018 assunse per la seconda volta la guida della nazionale irlandese, sostituendo Martin O'Neill. Portò i suoi al primo posto nel girone di qualificazione al campionato d'Europa 2020 ottenendo undici punti dopo cinque partite, ma, a causa di due pareggi e una sconfitta nelle restanti tre partite, la squadra scivolò al terzo posto finale, dietro a Svizzera e Danimarca. L'Irlanda ebbe comunque accesso ai play-off di qualificazione all'europeo. A causa della pandemia di COVID-19, il campionato europeo 2020, al termine del quale McCarthy avrebbe dovuto lasciare l'incarico, viene rinviato al 2021, così, il 4 aprile 2020, il tecnico si dimette.

#### APOEL
Il 2 novembre 2020 firma un contratto biennale con l'APOEL, ma il 5 gennaio 2021 viene esonerato dopo aver collezionato 2 vittorie, 1 pareggio e 5 sconfitte.

#### Cardiff City
Il 22 gennaio 2021 viene assunto dal Cardiff City.

## Statistiche

### Statistiche da allenatore

#### Club
Statistiche aggiornate al 1 marzo 2021.
| Stagione             | Squadra              | Campionato           | Campionato | Campionato | Campionato | Campionato | Coppe nazionali | Coppe nazionali | Coppe nazionali | Coppe nazionali | Coppe nazionali | Coppe continentali | Coppe continentali | Coppe continentali | Coppe continentali | Coppe continentali | Altre coppe | Altre coppe | Altre coppe | Altre coppe | Altre coppe | Totale | Totale | Totale | Totale | % Vittorie | Piazzamento |
| Stagione             | Squadra              | Comp                 | G          | V          | N          | P          | Comp            | G               | V               | N               | P               | Comp               | G                  | V                  | N                  | P                  | Comp        | G           | V           | N           | P           | G      | V      | N      | P      | %          | Piazzamento |
| -------------------- | -------------------- | -------------------- | ---------- | ---------- | ---------- | ---------- | --------------- | --------------- | --------------- | --------------- | --------------- | ------------------ | ------------------ | ------------------ | ------------------ | ------------------ | ----------- | ----------- | ----------- | ----------- | ----------- | ------ | ------ | ------ | ------ | ---------- | ----------- |
| mar.-giu. 1992       | Millwall             | SD                   | 10         | 4          | 3          | 3          | FACup+CdL       | -               | -               | -               | -               | -                  | -                  | -                  | -                  | -                  | -           | -           | -           | -           | -           | 10     | 4      | 3      | 3      | 40,00      | Sub., 15º   |
| 1992-1993            | Millwall             | FD                   | 46         | 18         | 16         | 12         | FACup+CdL       | 1+4             | 0+1             | 0+3             | 1+0             | -                  | -                  | -                  | -                  | -                  | -           | -           | -           | -           | -           | 51     | 19     | 19     | 13     | 37,25      | 7º          |
| 1993-1994            | Millwall             | FD                   | 46+2       | 19+0       | 17+0       | 10+2       | FACup+CdL       | 1+3             | 0+1             | 0+1             | 1+1             | -                  | -                  | -                  | -                  | -                  | -           | -           | -           | -           | -           | 52     | 20     | 18     | 14     | 38,46      | 3º          |
| 1994-1995            | Millwall             | FD                   | 46         | 16         | 14         | 16         | FACup+CdL       | 5+5             | 1+3             | 3+1             | 1+1             | -                  | -                  | -                  | -                  | -                  | -           | -           | -           | -           | -           | 56     | 20     | 18     | 18     | 35,71      | 12º         |
| 1995-feb. 1996       | Millwall             | FD                   | 29         | 10         | 10         | 9          | FACup+CdL       | 2+3             | 0+1             | 1+1             | 1+1             | -                  | -                  | -                  | -                  | -                  | -           | -           | -           | -           | -           | 34     | 11     | 12     | 11     | 32,35      | Eson.       |
| Totale Millwall      | Totale Millwall      | Totale Millwall      | 177+2      | 67+0       | 60+0       | 50+2       |                 | 24              | 7               | 10              | 7               |                    | -                  | -                  | -                  | -                  |             | -           | -           | -           | -           | 203    | 74     | 70     | 59     | 36,45      |             |
| mar.-giu. 2003       | Sunderland           | PL                   | 9          | 0          | 0          | 9          | FACup+CdL       | -               | -               | -               | -               | -                  | -                  | -                  | -                  | -                  | -           | -           | -           | -           | -           | 9      | 0      | 0      | 9      | &0,00      | 20º         |
| 2003-2004            | Sunderland           | FD                   | 46+2       | 22+1       | 13+0       | 11+1       | FACup+CdL       | 6+2             | 3+1             | 2+0             | 1+1             | -                  | -                  | -                  | -                  | -                  | -           | -           | -           | -           | -           | 56     | 27     | 15     | 14     | 48,21      | 3º          |
| 2004-2005            | Sunderland           | FLC                  | 46         | 29         | 7          | 10         | FACup+CdL       | 2+2             | 1+1             | 0+1             | 1+0             | -                  | -                  | -                  | -                  | -                  | -           | -           | -           | -           | -           | 50     | 31     | 8      | 11     | 62,00      | 1º          |
| 2005-mar. 2006       | Sunderland           | PL                   | 28         | 2          | 4          | 22         | FACup+CdL       | 2+2             | 1+0             | 0+1             | 1+1             | -                  | -                  | -                  | -                  | -                  | -           | -           | -           | -           | -           | 32     | 3      | 5      | 24     | &9,38      | Eson.       |
| Totale Sunderland    | Totale Sunderland    | Totale Sunderland    | 129+2      | 53+1       | 24+0       | 52+1       |                 | 16              | 7               | 4               | 5               |                    | -                  | -                  | -                  | -                  |             | -           | -           | -           | -           | 147    | 61     | 28     | 58     | 41,50      |             |
| 2006-2007            | Wolverhampton        | FLC                  | 46+2       | 22+0       | 10+0       | 14+2       | FACup+CdL       | 3+1             | 1+0             | 1+1             | 1+0             | -                  | -                  | -                  | -                  | -                  | -           | -           | -           | -           | -           | 52     | 23     | 12     | 17     | 44,23      | 5º          |
| 2007-2008            | Wolverhampton        | FLC                  | 46         | 18         | 16         | 12         | FACup+CdL       | 3+2             | 2+1             | 0+1             | 1+0             | -                  | -                  | -                  | -                  | -                  | -           | -           | -           | -           | -           | 51     | 21     | 17     | 13     | 41,18      | 7º          |
| 2008-2009            | Wolverhampton        | FLC                  | 46         | 25         | 19         | 2          | FACup+CdL       | 2+2             | 1+0             | 0+2             | 1+0             | -                  | -                  | -                  | -                  | -                  | -           | -           | -           | -           | -           | 50     | 26     | 21     | 3      | 52,00      | 1º          |
| 2009-2010            | Wolverhampton        | PL                   | 38         | 9          | 11         | 18         | FACup+CdL       | 3+2             | 1+0             | 1+1             | 1+1             | -                  | -                  | -                  | -                  | -                  | -           | -           | -           | -           | -           | 43     | 10     | 13     | 20     | 23,26      | 15º         |
| 2010-2011            | Wolverhampton        | PL                   | 38         | 11         | 7          | 20         | FACup+CdL       | 3+3             | 1+0             | 1+2             | 1+1             | -                  | -                  | -                  | -                  | -                  | -           | -           | -           | -           | -           | 44     | 12     | 10     | 22     | 27,27      | 17º         |
| 2011-feb. 2012       | Wolverhampton        | PL                   | 32         | 5          | 7          | 20         | FACup+CdL       | 2+3             | 0+2             | 1+0             | 1+1             | -                  | -                  | -                  | -                  | -                  | -           | -           | -           | -           | -           | 37     | 7      | 8      | 22     | 18,92      | Eson.       |
| Totale Wolverhampton | Totale Wolverhampton | Totale Wolverhampton | 246+2      | 90+0       | 70+0       | 86+2       |                 | 29              | 9               | 11              | 9               |                    | -                  | -                  | -                  | -                  |             | -           | -           | -           | -           | 277    | 99     | 81     | 97     | 35,74      |             |
| nov. 2012-2013       | Ipswich Town         | FLC                  | 33         | 14         | 8          | 11         | FACup+CdL       | 1+0             | 0               | 0               | 1               | -                  | -                  | -                  | -                  | -                  | -           | -           | -           | -           | -           | 34     | 14     | 8      | 12     | 41,18      | Sub., 14º   |
| 2013-2014            | Ipswich Town         | FLC                  | 46         | 18         | 14         | 14         | FACup+CdL       | 2+1             | 0+0             | 1+0             | 1+1             | -                  | -                  | -                  | -                  | -                  | -           | -           | -           | -           | -           | 49     | 18     | 15     | 16     | 36,73      | 9º          |
| 2014-2015            | Ipswich Town         | FLC                  | 46+2       | 23+0       | 12+1       | 12+1       | FACup+CdL       | 2+1             | 0+0             | 1+1             | 1+0             | -                  | -                  | -                  | -                  | -                  | -           | -           | -           | -           | -           | 51     | 23     | 15     | 14     | 45,10      | 6º          |
| 2015-2016            | Ipswich Town         | FLC                  | 46         | 18         | 15         | 13         | FACup+CdL       | 2+3             | 0+1             | 1+1             | 1+1             | -                  | -                  | -                  | -                  | -                  | -           | -           | -           | -           | -           | 51     | 19     | 17     | 15     | 37,25      | 7º          |
| 2016-2017            | Ipswich Town         | FLC                  | 46         | 13         | 16         | 16         | FACup+CdL       | 2+1             | 0+0             | 1+0             | 1+1             | -                  | -                  | -                  | -                  | -                  | -           | -           | -           | -           | -           | 49     | 13     | 17     | 18     | 26,53      | 16º         |
| 2017-apr. 2018       | Ipswich Town         | FLC                  | 42         | 15         | 8          | 16         | FACup+CdL       | 1+2             | 0+1             | 0+0             | 1+1             | -                  | -                  | -                  | -                  | -                  | -           | -           | -           | -           | -           | 45     | 16     | 8      | 18     | 35,56      | Eson.       |
| Totale Ipswich Town  | Totale Ipswich Town  | Totale Ipswich Town  | 259+2      | 101+0      | 73+1       | 82+1       |                 | 18              | 2               | 6               | 10              |                    | -                  | -                  | -                  | -                  |             | -           | -           | -           | -           | 279    | 103    | 80     | 93     | 36,92      |             |
| nov. 2020-gen. 2021  | APOEL                | A                    | 8          | 2          | 1          | 5          | KK              | -               | -               | -               | -               | UEL                | -                  | -                  | -                  | -                  | -           | -           | -           | -           | -           | 8      | 2      | 1      | 5      | 25,00      | Sub.; Eson. |
| gen.-giu. 2021       | Cardiff City         | FLC                  | 0          | 0          | 0          | 0          | FACup+CdL       | 0+0             | 0               | 0               | 0               | -                  | -                  | -                  | -                  | -                  | -           | -           | -           | -           | -           | 0      | 0      | 0      | 0      | —          | Sub.        |
| Totale carriera      | Totale carriera      | Totale carriera      | 827        | 314        | 229        | 284        |                 | 87              | 25              | 31              | 31              |                    | -                  | -                  | -                  | -                  |             | -           | -           | -           | -           | 914    | 339    | 260    | 315    | 37,09      |             |

## Palmarès

### Giocatore

#### Club

##### Competizioni nazionali
- Campionato scozzese: 1

Celtic Glasgow: 1987-1988
- Coppa di Scozia: 2

Celtic Glasgow: 1988, 1989

### Allenatore

#### Club

##### Competizioni nazionali
- Football League Championship: 2

Sunderland: 2004-2005
Wolverhampton: 2008-2009